# 南通滨海园区
南通滨海园区，是南通市政府为开发沿海通州湾地区成立的一个经济开发区。
目前实际区域包括通州区三余镇和如东县大豫镇。
南通远期规划有市域轨道交通连接滨海园区和市区核心区。

## 歷史
2011年7月，临海公路南通滨海园区段開始動工。
2012年11月14日，通州湾至通洋高速快速通道開始動工。
2014年8月28日，以外语旅游为特色的「江南外语城」项目在园区正式动工。
2015年1月7日，市人大視察園區。
2016年4月26日，园区边防开始治理成品油走私的問題。